# Road House (film, 1928)
Pour l’article homonyme, voir Road House.
Pour plus de détails, voir Fiche technique et Distribution.
Road House est un film américain réalisé par Richard Rosson et sorti en 1928.

## Fiche technique
- Réalisation : Richard Rosson
- Scénario : Malcolm Stuart Boylan, Philip D. Hurn, John Stone
- Photographie : George Schneiderman
- Montage : J. Logan Pearson
- Production : Fox Film
- Type : Noir & blanc, muet avec intertitres
- Durée : 60 minutes
- Date de sortie : 
  - États-Unis : 25 juillet 1928

## Distribution
- Maria Alba : Spanish Marla
- Warren Burke : Larry Grayson

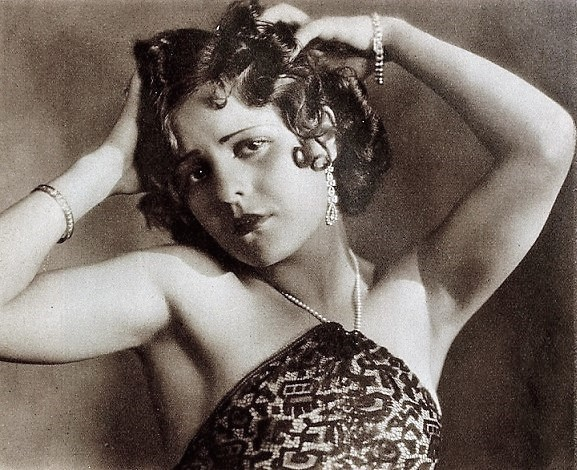
Maria Alba en 1929.

- Lionel Barrymore : Henry Grayson
- Julia Swayne Gordon : Mrs. Henry Grayson
- Tempe Pigott : Grandma Grayson
- Florence Allen : Helen Grayson
- Eddie Clayton : Jim, Larry Grayson's Pal
- Jack Oakie : Sam
- Jane Keckley as Maid
- Kay Bryant : Mary, amie de Larry
- William Holden : non crédité